# SP-457
A SP-457 é uma rodovia transversal do estado de São Paulo, administrada pelo Departamento de Estradas de Rodagem do Estado de São Paulo (DER-SP).

## Denominações
Recebe as seguintes denominações em seu trajeto:
Nome:	Eduardo Gomes, Brigadeiro, Rodovia
- De - até:	Divisa Paraná - Iepê - Rancharia - Bastos - SP-294 (Iacri)
- Legislação:	DEC. 17.327 DE 14/07/81

## Descrição
Principais pontos de passagem: Divisa PR - Iepê - Rancharia - Bastos - SP 294 (Iacri)

## Características

### Extensão
- Km Inicial: 0,000
- Km Final: 104,650

### Localidades atendidas
- Iepê
- Rancharia
- Bastos
- Iacri